# Molophilus (Molophilus) rectispinus
Molophilus (Molophilus) rectispinus is een tweevleugelige uit de familie steltmuggen (Limoniidae). De soort komt voor in het Neotropisch gebied.